# Helina parvula
Helina parvula este o specie de muște din genul Helina, familia Muscidae, descrisă de Wulp în anul 1896. Conform Catalogue of Life specia Helina parvula nu are subspecii cunoscute.